# Clifford Matlho
Clifford Matlho est un plongeur botswanais.

## Biographie
Clifford Matlhoremporte la médaille de bronze en haut-vol à 10 mètres lors des Championnats d'Afrique de plongeon 2019 à Durban.